# السوق المركزي (الشارقة)
السوق المركزي  بالشارقة يعتبر هذا السوق تحفة معمارية ويتكون من جناحين رئيسين لبناية مكونة من طابقين يشتملان على ثمانية بلوكات ويتصلان بجسرين ممتدين يربطان بينهما، يطل أحد هذين الجناحين على بحيرة خالد مباشرة بينما يطل الجناح الآخر على شارع الملك فيصل، ويبلغ عدد المحلات التي يضمها السوق 600 محل موزعة على 224 محلا في كل طابق و 36 محلا على كل جسر والدرج 80 محلا. ويستقطب السوق الزوار الراغبين بالتسوق في أجواء من العراقة نظرا لشكله المعماري النادر المستمد من التراث المعماري الإسلامي، حيث يعد تحفة معمارية حقيقية، كما يستقطب السوق المجموعات السياحية الأجنبية، خاصة الراغبين في شراء التحف والهدايا التذكارية والمشغولات الذهبية والملابس وغيرها وقد تم تشييده في العام 1978.

## العمارة الإسلامية
تعكس الأقواس والبلاط الكلاسيكي ذات اللون الازرق الذي يزين جدران السوق الخارجية روعة وفن العمارة الإسلامية، وقد التقت على سطحه مع التراث الإماراتي القديم الذي تجلى في ابراج البراجيل والتي كانت تستخدم قديما كوسيلة تبريد تقليديه، حيث يبلغ عدد البراجيل الموجودة فيه 22 برجيلاً صبغت جميعها بلون الصحراء الطبيعي، اما على المداخل فكانت نوافير المياه تأخذ مكانها لتكمل جمالية المشهد.

## تحسين وتطوير
خلال السنوات الثلاثين الماضية أخضع السوق لعمليات تحسين وتطوير عدة، لتساعده على مواكبة التطور العمراني والاجتماعي في الدولة، منها تغيير كامل أرضياته واستبدالها بالرخام تتوسطها زخارف رائعة الأشكال، وكذلك تنفيذ ديكورات جديدة للمبنى لتعكس روعة المكان، وتركيب اجهزة تكييف مركزي يغطي كامل المبنى.
وقد وضع بطريقة رائعة روعي فيها عدم تأثر شكل المبنى التراثي، كما تم إضافة ممرات خاصة تسهل حركة ذوي الاحتياجات الخاصة داخل وخارج السوق، مع تخصيص عدد من مواقف السيارات لهم، ولإضافة حياة جديدة على السوق فقد تم تركيب إذاعة محلية للسوق مرتبطة بالمسجد، فضلا على ذلك فقد تم اقامة مصليين للنساء في الطابقين الأولين من جناحي السوق، كما أضيفت له عدد من المطاعم الجديدة وخصص نحو 500 متر مربع كأمكنه للترفيه، كما اقيم خارج المبنى، وبالقرب من بحيرة خالد مجسم ضخم ترفع عليه اعلام الدولة.

## البضائع
يضم السوق بجناحيه أصنافا كثيرة من البضائع تحاكي في طبيعتها حاجة الناس، ويمكن التعرف عليها من اناقة عرضها التي تجذب زائري السوق، لكن الذي لا تعرفه إلا قلة نادرة من زوار السوق، هو أنَّ العابر من جناح إلى جناح آخر للسوق عبر الجسور، سيجد نفسه في دهاليز وأروقة مزدانة بما يعجب الناظر من تحف وأحجار كريمة، منها الحقيقي ومنها المزيف، وبوسع المتابع لأحوال السوق أن يلاحظ كذلك أنَّ معظم زواره ينتمون إلى الجنسيات الأوروبية، إضافة إلى جنوب أفريقيا والأمريكيين. بعد أن يصعد بالسلم المتحرك، سيقع المتجول في السوق العلوي على مجموعة من المحال متجاورة في رواق طويل على كلا الجانبين للسوق الواحد، إلى جانب تلك المحال التي تقع في دهاليز الجسر العلوي، وتعرض المحال بضائع من مختلف أنحاء العالم، ومنها الأحجار الكريمة الأصلية والمصنعة من الفضة والذهب، وأماكن لصناعة المجوهرات بالطرق الحرفية القديمة. محبو السجاد العجمي أو الفارسي سيجدون تشكيلة من السجاد الحريري الكشميري تنافس السجاد العجمي إلى جانب منتجات من أفغانستان وتركيا، وتلك المصنوعة في مصانع عربية أيضًا، وبقربها المطرزات التي تزين القصور والبيوت، مثل اللوحات المشغولة باليد، ومفارش الطاولات وغيرها من المشغولات اليدوية. توجد عدة محال تعرض بضائع أصلية من التحف القديمة التي توارثت من جيل إلى آخر، وفي النهاية قرر أحدهم بيعها ولذلك يعتبر السوق فرصة للبحث عن كنوز ثمينة، مثل العملات الأثرية والبنادق والسيوف والخناجر والقلائد القادمة من اليمن وغيرها من الدول العربية.